# 別列容湖
56°10′N 31°55′E / 56.167°N 31.917°E
別列容湖（俄语：Вережун），是俄羅斯的湖泊，位於該國西北部特維爾州，屬於道加瓦河流域的一部分，長4.1公里、寬2.1公里，面積5.2平方公里，湖岸線長度13公里。